# Griselda (Vivaldi)
Griselda (RV718) é uma ópera em três atos do compositor veneziano Antonio Vivaldi (1678-1741). Baseada em uma história do  Decameron de Boccaccio, tem libreto de Carlo Goldoni, adaptado de um libreto precedente, de Apostolo Zeno, e musicado pela primeira vez por Antonio Maria Bononcini. Essa primeira versão havia sido encenada em Milão, no Regio Ducal Teatro, em 26 de dezembro de 1718. Alessandro Scarlatti também musicou o libreto de Zeno em 1721 e sua Griselda é a última ópera do compositor que chegou até nós em versão completa.
Vivaldi reservou o personagem título de sua Griselda para a contralto (em termos modernos, mezzo-soprano) Anna Girò, que era próxima do compositor, tanto musical quanto pessoalmente (alguns a chamavam, maliciosamente "l’Annina del Prete rosso": a Aninha do padre ruivo). Esse foi o primeiro papel de protagonista desempenhado por Girò em uma ópera de Vivaldi.
Foi com Griselda que Vivaldi, antes considerado "plebeu" demais para ser ouvido na maioria dos teatros venezianos, finalmente conseguiu penetrar nesse fechado círculo, graças a mudanças políticas e artísticas ocorridas no período. Sua ópera foi apresentada pela primeira vez no Teatro San Samuele, em Veneza, em 18 de maio de 1735.

## Personagens
| Papel                                                                                            | Voz                      | Estreia Cast, 18 de maio de 1735 |
| ------------------------------------------------------------------------------------------------ | ------------------------ | -------------------------------- |
| Griselda, esposa de Gualtiero                                                                    | contralto                | Anna Girò                        |
| Gualtiero, Rei da Tessália                                                                       | tenor                    | Gregorio Babbi                   |
| Costanza, princesa filha de Griselda e Gualtiero, não conhecida pela mãe, apaixonada por Roberto | soprano                  | Margherita Giacomazzi            |
| Roberto, príncipe de Atenas apaixonado por Costanza                                              | soprano castrato         | Gaetano Valletta                 |
| Corrado, irmão de Roberto, amigo de Gualtiero                                                    | soprano (papel-travesti) | Elisabetta Gasparini             |
| Ottone, nobre da Tessália                                                                        | soprano castrato         | Lorenzo Saletti                  |
| Everardo, filho de Gualtiero e Griselda                                                          | personagem mudo          |                                  |

## Sinopse
Anos antes do início da ação que ocorre em cena, Gualtiero, rei da Tessália, havia se casado com uma pobre camponesa de nome Griselda. Mas o casamento se mostrou profundamente impopular dentre os súditos do monarca. Quando nasceu Costanza, a filha de Gualtiero e Griselda, o rei simulou sua morte, enviando-a secretamente para ser criada por Corrado, príncipe da Atenas.

### Ato I
O rei está diante de uma nova rebelião popular que o obriga a repudiar Griselda e prometer casar-se com uma nova pretendente. Essa pretendente é, de fato, sua filha Costanza, que desconhece sua real origem. Ela está apaixonada pelo irmão de Corrado, Roberto, e se desespera diante da ideia de ser obrigada a casar a contragosto com Gualtiero.

### Ato II
Griselda volta a seu antigo lar no campo onde é assediada pelo cortesão Ottone, que está apaixonado por ela. Mas Griselda repudia o amor de Ottone com toda força. Gualtiero, caçando no campo com seus companheiros, passa através da fazenda onde vive Griselda. Gualtiero, então, frustra o plano de Ottone de sequestrar Griselda e permite que ela volta à sua corte, mas apenas como escrava de Costanza.

### Ato III
Ottone segue perseguindo Griselda e Gualtiero promete que ela será sua esposa tão logo ele próprio se casa com Costanza. Griselda afirma que prefere morrer a se casar com Ottone. Comovido, Gualtiero a aceita de volta como sua esposa. Ele revela a verdadeira identidade de Costanza e permite que ela se case com Roberto.

## Gravações
| Ano  | Cast (Griselda, Gualtiero, Roberto, Costanza, Ottone, Corrado)                                        | Maestro, Sala de Ópera e Orquestra       |                                             |
| ---- | --- | ---------------------------------------- | ------------------------------------------- |
| 2006 | Marie-Nicole Lemieux Steffano Ferrari Philippe Jaroussky Verónica Cangemi Simone Kermes Iestyn Davies | Jean-Christophe Spinosi Ensemble Matheus | Audio CD: Spinosi (Naive)                   |
| 2008 | Marion Newman Giles Tomkins Lynne McMurtry Carla Huhtanen Colin Ainsworth                             | Kevin Mallon Aradia Ensemble             | Audio CD: Naxos Historical Cat: 8.660211-13 |